# 鷲澤正一
鷲澤 正一（わしざわ しょういち、1940年（昭和15年）11月8日 - 2022年（令和4年）3月5日）は、日本の政治家、実業家。元長野県長野市長（3期）。

## 来歴
長野県長野市生まれ。長野県長野高等学校、早稲田大学第一商学部卒業。大学在学中から生家が経営する炭平鷲澤（現炭平製作所）に入社し、1963年から代表取締役社長を務める。大学を卒業後、1965年長野陸送、1966年炭平運輸、1968年三国コンクリートの各代表取締役に就任。会社経営の傍ら、長野市及び長野県のPTA連合会会長、長野市教育委員会委員、長野商工会議所副会頭、東北信生コン事業協同組合理事長、長野市青年会議所理事長、長野県経営者協会常任理事などを歴任した。
2001年10月28日執行の長野市長選挙に出馬し、初当選を果たした。11月11日、市長就任。
※当日有権者数：283,023人 最終投票率：39.59%（前回比：pts）
| 候補者名 | 年齢 | 所属党派 | 新旧別 | 得票数   | 得票率 | 推薦・支持 |
| -------- | ---- | -------- | ------ | -------- | ------ | ---------- |
| 鷲澤正一 | 60   | 無所属   | 新     | 73,769票 | 65.83% |            |
| 山口光昭 | 62   | 無所属   | 新     | 24,410票 | 21.78% |            |
| 永田栄一 | 48   | 無所属   | 新     | 6,276票  | 5.60%  |            |
| 中本浩   | 34   | 無所属   | 新     | 2,953票  | 2.63%  |            |
| 松下幸治 | 28   | 無所属   | 新     | 2,287票  | 2.04%  |            |

2002年6月、信越放送取締役に就任。2003年、田中康夫長野県知事が住民票を長野市から南信地方の泰阜村に移した際、これに反発して田中を相手に訴訟を起こす。裁判では田中知事が敗訴し、田中は両親の実家のある軽井沢町へ住民票を移した。
2005年10月30日執行の長野市長選挙に出馬し再選。
※当日有権者数：302,846人 最終投票率：36.96%（前回比：-2.63pts）
| 候補者名 | 年齢 | 所属党派 | 新旧別 | 得票数   | 得票率 | 推薦・支持 |
| -------- | ---- | -------- | ------ | -------- | ------ | ---------- |
| 鷲澤正一 | 64   | 無所属   | 現     | 78,683票 | 71.25% |            |
| 菅田敏夫 | 53   | 無所属   | 新     | 31,741票 | 28.74% |            |

2006年の長野県知事選挙では、反田中康夫陣営の先頭に立つ。候補者の選定においては、再三にわたり菅谷昭松本市長の名前を挙げたが、菅谷は出馬を固辞し、鷲澤はこれにより一層、田中知事の支持者からは反発を受けた。結局知事選には村井仁が擁立され、田中を破った。
2009年10月25日執行の長野市長選挙においては、元ホテル従業員の高野登、小林計正らを接戦の末に制し、3選を果たした。 
※当日有権者数：303,922人 最終投票率：48.82%（前回比：+11.86pts）
| 候補者名 | 年齢 | 所属党派 | 新旧別 | 得票数   | 得票率 | 推薦・支持 |
| -------- | ---- | -------- | ------ | -------- | ------ | ---------- |
| 鷲澤正一 | 68   | 無所属   | 現     | 58,379票 | 39.63% |            |
| 高野登   | 56   | 無所属   | 新     | 57,728票 | 39.19% |            |
| 小林計正 | 61   | 無所属   | 新     | 31,184票 | 21.17% |            |

2013年11月10日をもって、長野市長を退任。
2014年旭日中綬章受章。
2022年3月5日、死去。81歳没。死没日付をもって正五位に叙される。

## 人物
- 2008年、中華人民共和国のチベット騒乱を受けて、世界各国で北京オリンピックの聖火リレーに対する抗議運動が行われた。過去に五輪開催経験がある長野県下でも、聖火リレーの出発地を予定していた善光寺がチベット問題への抗議と混乱回避を理由に出発地を返上した。しかし4月17日、鷲澤は経済団体の会合の挨拶で「抗議と混乱は迷惑千万」と発言した。この発言は当時のパリ市長であるベルトラン・ドラノエが「パリは世界中のどこの問題であっても人権を擁護する」と抗議したことと比較され、非難の対象となった。
- 2010年12月の長野市議会定例議会において、就職が内定していない学生へのアドバイスを求められ、「就職活動をしたことがなく、私が答えるのは不適当」とした上で、「社会に文句を言っても何のプラスにもならない」「自ら反省することで、自分は何を求めているか、あらゆる手段を使ったか、いろんなコネを使ったかとか、そういうことがあると思う」と発言した。この発言に対し、日本共産党の市議らが反発し「傷ついた若者に追い討ちをかける言葉」であるとして発言の撤回を求めたが、鷲澤は「反省することは大事。コネを使うのが何が悪いのか」と反論し、発言の撤回を拒否した[5]。